# A' Katīgoria 2021-2022
La A' Katīgoria 2021-2022 (in greco Πρωτάθλημα Α' Κατηγορίας), conosciuta anche come Campionato Cyta (in greco Πρωτάθλημα Cyta) per motivi di sponsorizzazione, è stata l'83ª edizione della massima serie del campionato cipriota di calcio, iniziata il 20 agosto 2021 e terminata il 22 maggio 2022. L'Omonia era la squadra campione in carica. L'Apollōn Limassol si è laureata campione per la quarta volta nella propria storia.

## Stagione

### Novità
Dalla stagione precedente sono retrocesse Nea Salamis, Ermīs Aradippou, EN Paralimni e Karmiōtissa; mentre dalla Seconda Divisione sono stati promossi PAEEK Kerynias e Arīs Limassol: in questo modo le squadre partecipanti alla competizione sono diminuite da 14 a 12.

### Formula
Le 12 squadre partecipanti si affrontano in un girone all'italiana con partite di andata e ritorno, per un totale di 22 giornate.

Al termine della Prima Fase le prime 6 classificate partecipano alla poule scudetto, affrontandosi in un girone all'italiana con partite di andata e ritorno, per un totale di 10 giornate. Le squadre mantengono il punteggio guadagnato durante la stagione regolare. La squadra prima classificata è campione di Cipro e si qualifica al terzo turno di qualificazione della UEFA Champions League 2022-2023; la seconda classificata è ammessa al secondo turno di qualificazione della UEFA Champions League, mentre terza e quarta classificata si qualificano al secondo turno di qualificazione della UEFA Europa Conference League 2022-2023; invece la vincente della Coppa di Cipro si qualifica agli spareggi della UEFA Europa League 2022-2023.

Le squadre classificate dal 7º al 12º posto partecipano alla poule retrocessione, affrontandosi in un girone all'italiana con partite di andata e ritorno, per un totale di 10 giornate. Le squadre mantengono il punteggio guadagnato durante la stagione regolare. Le ultime due squadre classificate retrocedono in Seconda Divisione.

## Squadre partecipanti
| Club               | Città     | Stadio                                | Stagione precedente                |
| ------------------ | --------- | ------------------------------------- | ---------------------------------- |
| AEK Larnaca        | Larnaca   | AEK Arena - Georgios Karapatakis      | 5º posto in A' Katīgoria           |
| AEL Limassol       | Limassol  | Stadio Tsirion                        | 3º posto in A' Katīgoria           |
| Anorthōsis         | Famagosta | Stadio Antōnīs Papadopoulos (Larnaca) | 4º posto in A' Katīgoria           |
| APOEL              | Nicosia   | Stadio Neo GSP                        | 8º posto in A' Katīgoria           |
| Apollōn Limassol   | Limassol  | Stadio Tsirion                        | 2º posto in A' Katīgoria           |
| Arīs Limassol      | Limassol  | Stadio Tsirion                        | 2º posto in B' Katīgoria, promosso |
| Doxa Katōkopias    | Katōkopia | Stadio Makario (Nicosia)              | 10º posto in A' Katīgoria          |
| Ethnikos Achnas    | Achna     | Dasaki Stadium                        | 9º posto in A' Katīgoria           |
| Olympiakos Nicosia | Nicosia   | Stadio Makario                        | 6º posto in A' Katīgoria           |
| Omonia             | Nicosia   | Stadio Neo GSP                        | 1º posto in A' Katīgoria           |
| PAEEK Kerynias     | Kerynias  | Stadio Makario (Nicosia)              | 1º posto in B' Katīgoria, promosso |
| Pafos              | Pafo      | Stadio Stelios Kyriakides             | 7º posto in A' Katīgoria           |

## Allenatori
| Club               | Allenatore                             |
| ------------------ | -------------------------------------- |
| AEK Larnaca        | David Catalá                           |
| AEL Limassol       | Dušan Kerkez Savvas Pantelidis         |
| Anorthosis         | Temuri Ketsbaia                        |
| APOEL              | Savvas Poursaïtidīs Sofrōnīs Augoustī  |
| Apollōn Limassol   | Alexander Zorniger                     |
| Aris Limassol      | Liasos Louka Aleksey Shpilevsky        |
| Doxa Katōkopias    | Kostas Sakkas Īlias Charalampous       |
| Ethnikos Achnas    | Īlias Charalampous David Badia Cequier |
| Olympiakos Nicosia | Leōnidas Vokolos Lucas Alcaraz         |
| Omonia             | Henning Berg Neil Lennon               |
| PAEEK Kerynias     | Makis Serghides                        |
| Pafos FC           | Stephen Constantine Darko Milanič      |

## Stagione regolare

### Classifica finale
|  | Pos. | Squadra            | Pt | G  | V  | N  | P  | GF | GS | DR  |
|  | ---- | ------------------ | -- | -- | -- | -- | -- | -- | -- | --- |
|  | 1.   | Apollōn Limassol   | 46 | 22 | 14 | 4  | 4  | 37 | 21 | +16 |
|  | 2.   | APOEL              | 39 | 22 | 11 | 6  | 5  | 35 | 25 | +10 |
|  | 3.   | AEK Larnaca        | 39 | 22 | 10 | 9  | 3  | 31 | 17 | +14 |
|  | 4.   | Anorthōsis         | 38 | 22 | 11 | 5  | 6  | 36 | 26 | +10 |
|  | 5.   | Arīs Limassol      | 36 | 22 | 10 | 6  | 6  | 23 | 20 | +3  |
|  | 6.   | Pafos              | 34 | 22 | 8  | 10 | 4  | 27 | 19 | +8  |
|  | 7.   | Omonia             | 31 | 22 | 9  | 4  | 9  | 25 | 25 | 0   |
|  | 8.   | AEL Limassol       | 25 | 22 | 7  | 4  | 11 | 26 | 28 | -2  |
|  | 9.   | Olympiakos Nicosia | 22 | 22 | 5  | 7  | 10 | 14 | 23 | -9  |
|  | 10.  | Doxa Katōkopias    | 22 | 22 | 5  | 7  | 10 | 18 | 30 | -12 |
|  | 11.  | PAEEK Kerynias     | 15 | 22 | 3  | 6  | 13 | 17 | 35 | -18 |
|  | 12.  | Ethnikos Achnas    | 13 | 22 | 3  | 4  | 15 | 13 | 33 | -20 |

Legenda:
      Ammesse alla poule scudetto
      Ammesse alla poule retrocessione
Regolamento:
Tre punti a vittoria, uno a pareggio, zero a sconfitta.
Note:

### Risultati
|                    | AEK  | AEL  | Ano  | APO  | ApL  | ArL  | Dox  | EAc  | OlN  | Omo  | PAE  | Paf  |
| ------------------ | ---- | ---- | ---- | ---- | ---- | ---- | ---- | ---- | ---- | ---- | ---- | ---- |
| AEK Larnaca        | –––– | 3-1  | 1-1  | 0-0  | 2-1  | 0-0  | 1-1  | 1-0  | 1-0  | 2-1  | 3-0  | 1-3  |
| AEL Limassol       | 0-2  | –––– | 2-1  | 2-3  | 0-1  | 0-1  | 3-2  | 1-0  | 3-0  | 0-1  | 0-0  | 4-0  |
| Anorthōsis         | 1-2  | 2-1  | –––– | 2-1  | 1-1  | 3-1  | 2-0  | 2-1  | 3-1  | 1-1  | 2-3  | 1-0  |
| APOEL              | 1-0  | 3-0  | 0-2  | –––– | 1-1  | 1-1  | 2-0  | 2-1  | 0-1  | 4-2  | 1-0  | 1-1  |
| Apollōn Limassol   | 1-4  | 2-1  | 2-2  | 2-1  | –––– | 0-2  | 3-0  | 4-2  | 2-1  | 2-0  | 3-1  | 2-0  |
| Aris Limassol      | 1-0  | 1-2  | 3-2  | 0-1  | 0-1  | –––– | 1-0  | 2-1  | 1-0  | 0-2  | 1-1  | 0-0  |
| Doxa Katōkopias    | 1-4  | 0-0  | 2-0  | 2-2  | 0-3  | 1-2  | –––– | 0-0  | 0-0  | 2-1  | 1-0  | 1-1  |
| Ethnikos Achnas    | 0-0  | 2-2  | 0-2  | 0-3  | 0-1  | 0-3  | 0-1  | –––– | 1-0  | 0-2  | 1-3  | 0-1  |
| Olympiacos Nicosia | 0-0  | 1-1  | 3-2  | 1-1  | 0-2  | 1-2  | 1-0  | 0-0  | –––– | 1-0  | 1-0  | 1-2  |
| Omonia             | 1-1  | 1-0  | 0-1  | 2-4  | 1-0  | 3-0  | 2-1  | 0-2  | 1-0  | –––– | 2-1  | 1-1  |
| PAEEK Kerynias     | 2-2  | 1-3  | 0-2  | 1-3  | 2-2  | 0-0  | 1-2  | 0-2  | 0-0  | 1-0  | –––– | 0-2  |
| Pafos FC           | 1-1  | 1-0  | 1-1  | 4-0  | 0-1  | 1-1  | 1-1  | 3-0  | 1-1  | 1-1  | 2-0  | –––– |

## Poule scudetto

### Classifica finale
|                  | Pos. | Squadra          | Pt | G  | V  | N  | P | GF | GS | DR  |
| ---------------- | ---- | ---------------- | -- | -- | -- | -- | - | -- | -- | --- |
| Cipro (bandiera) | 1.   | Apollōn Limassol | 58 | 32 | 16 | 10 | 6 | 50 | 33 | +17 |
|                  | 2.   | AEK Larnaca      | 54 | 32 | 14 | 12 | 6 | 44 | 29 | +15 |
|                  | 3.   | APOEL            | 52 | 32 | 14 | 10 | 8 | 48 | 41 | +7  |
|                  | 4.   | Arīs Limassol    | 50 | 32 | 13 | 11 | 8 | 37 | 32 | +5  |
|                  | 5.   | Anorthōsis       | 49 | 32 | 13 | 10 | 9 | 48 | 40 | +8  |
|                  | 6.   | Pafos            | 46 | 32 | 11 | 13 | 8 | 39 | 30 | +9  |

Legenda:
      Campione di Cipro e ammessa alla UEFA Champions League 2022-2023
      Ammessa alla UEFA Champions League 2022-2023
      Ammesse alla UEFA Europa Conference League 2022-2023
Regolamento:
Tre punti a vittoria, uno a pareggio, zero a sconfitta.

### Risultati
|                  | AEK  | Ano  | APO  | ApL  | ArL  | Paf  |
| ---------------- | ---- | ---- | ---- | ---- | ---- | ---- |
| AEK Larnaca      | –––– | 1-0  | 1-2  | 3-3  | 1-1  | 2-0  |
| Anorthōsis       | 1-3  | –––– | 4-1  | 1-1  | 0-3  | 1-0  |
| APOEL            | 1-1  | 1-1  | –––– | 0-0  | 1-1  | 2-1  |
| Apollōn Limassol | 0-1  | 1-1  | 3-2  | –––– | 1-1  | 0-2  |
| Aris Limassol    | 2-0  | 1-1  | 1-2  | 1-4  | –––– | 2-1  |
| Pafos FC         | 2-0  | 2-2  | 3-1  | 0-0  | 1-1  | –––– |

## Poule retrocessione

### Classifica finale
|       | Pos. | Squadra            | Pt | G  | V  | N  | P  | GF | GS | DR  |
| ----- | ---- | ------------------ | -- | -- | -- | -- | -- | -- | -- | --- |
| [ 3 ] | 7.   | Omonia             | 50 | 32 | 14 | 8  | 10 | 44 | 38 | +6  |
|       | 8.   | AEL Limassol       | 47 | 32 | 14 | 5  | 13 | 43 | 39 | +4  |
|       | 9.   | Olympiakos Nicosia | 40 | 32 | 10 | 10 | 12 | 30 | 31 | -1  |
|       | 10.  | Doxa Katōkopias    | 32 | 32 | 7  | 11 | 14 | 27 | 41 | -14 |
|       | 11.  | Ethnikos Achnas    | 23 | 32 | 5  | 8  | 19 | 21 | 41 | -20 |
|       | 12.  | PAEEK Kerynias     | 17 | 32 | 3  | 8  | 21 | 25 | 61 | -36 |

Legenda:
      Ammessa alla UEFA Europa League 2022-2023
      Retrocesse in Seconda Divisione 2022-2023
Regolamento:
Tre punti a vittoria, uno a pareggio, zero a sconfitta.

### Risultati
|                    | AEL  | Dox  | EAc  | OlN  | Omo  | PAE  |
| ------------------ | ---- | ---- | ---- | ---- | ---- | ---- |
| AEL Limassol       | –––– | 3-1  | 2-0  | 0-4  | 2-2  | 2-1  |
| Doxa Katōkopias    | 0-1  | –––– | 2-1  | 1-1  | 0-2  | 0-0  |
| Ethnikos Achnas    | 1-2  | 0-0  | –––– | 1-0  | 0-0  | 0-0  |
| Olympiacos Nicosia | 0-1  | 1-0  | 1-1  | –––– | 3-0  | 4-3  |
| Omonia             | 3-2  | 2-2  | 1-0  | 1-1  | –––– | 4-2  |
| PAEEK Kerynias     | 0-3  | 0-3  | 0-4  | 0-1  | 2-5  | –––– |

## Statistiche

### Individuali

#### Classifica marcatori
| Gol |  |  | Giocatore                  | Squadra          |
| --- |  |  | -------------------------- | ---------------- |
| 15  |  |  | Ivan Trichkovski           | AEK Larnaca      |
| 13  |  |  | Berat Sadik                | Doxa Katōkopias  |
| 10  |  |  | Lazaros Christodoulopoulos | Anorthōsis       |
| 10  |  |  | Giorgi Kvilitaia           | APOEL            |
| 10  |  |  | Onni Valakari              | Pafos FC         |
| 10  |  |  | Ioannis Pittas             | Apollōn Limassol |
| 10  |  |  | Stefan Šćepović            | AEL Limassol     |
| 9   |  |  | Bagaliy Dabo               | Apollōn Limassol |
| 9   |  |  | Amr Warda                  | Anorthōsis       |
| 9   |  |  | Mariusz Stępiński          | Arīs Limassol    |
| 8   |  |  | Jairo                      | Pafos FC         |
| 8   |  |  | Matija Špoljarić           | Arīs Limassol    |